# 陶德臻
陶德臻（1926年—2000年），筆名秦至，遼寧省昌图縣人，中國東方文學與比較文學學者、理論家，北京師範大學教授，中国外国文学学会东方文学研究会会长。1950年畢業於東北師範大學中文系，1979年後於北京師範大學中文系（今北京師範大學文學院）任教。曾編著《東方文學簡史》《世界文學名著選讀》《外國文學簡編（亞非部分）》等。

## 家庭關係
- 浦漫汀（配偶）：兒童文學學者、教育家
- 陶力（長女）：兒童文學學者，刘晓波前妻
- 陶宁
- 劉曉波（前女婿）[3]：作家、持不同政見者